# L'esule di Roma

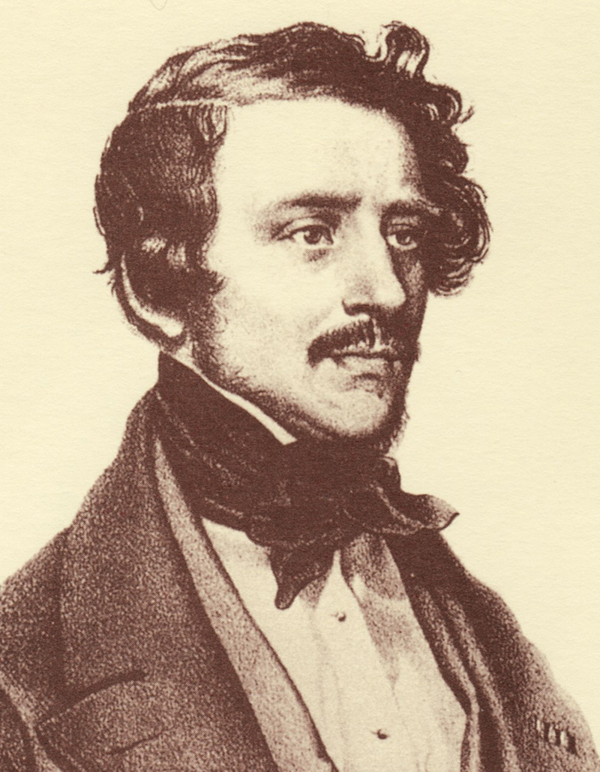
Gaetano Donizetti.

L'esule di Roma, ossia Il proscritto (Exilen från Rom, eller Den förbjudne) är en italiensk opera i två akter med musik av Gaetano Donizetti och libretto av Domenico Gilardoni efter pjäsen Il proscritto romano, ossia il Leone del Caucaso (1820) av Luigi Marchionni, vilken i sin tur byggde på pjäsen Androcles, ou Le Lion reconnaissant (1804) av Louis-Charles Caigniez och Debotière.

## Historia
1827 fick Donizetti i uppdrag av den neapolitanske teaterimpressarion Domenico Barbaja att komponera fyra operor på tre år. Efter att ha haft premiär på farsen Le convenienze ed inconvenienze teatrali den 21 November 1827, presenterade han sitt nya verk för Teatro San Carlo på nyårsdagen 1828.
Librettot av Domenico Gilardoni var inspirerat av åklagaren Luigi Marchionnis drama Den förvisade romaren, eller Lejonet från Kaukasus (Neapel 1820), som i sin tur byggde på en opera i tre akter av Louis-Charles Caigniez, Androclès reconnaissant ou le Lion (Paris 1804), som senare skulle inspirera George Bernard Shaw till hans Androcles and the Lion (1912).
Premiären blev en stor triumf och hade en imponerande ensemble med tenoren Calvari Berardo Winter, sopranen Adelaide Torsi och bassångaren Luigi Lablache.

## Uppförandehistorik
1800-talet
Operan kom snabbt upp på andra italienska operhus: La Scala i Milano med sopranen Henriette Meric-Lalande i juli 1828 och ånyo i Neapel med tenoren Giovanni Battista Rubini vintern 1828.
Efter den första uppsättningen undergick verket flera förändringar: bland strykningarna återfanns scenen där Septimus räddas av ett lejon vars sår han förbundit och som känner igen honom på Circus Maximus. Detta var en anekdot om Androkles återberättad av Aulus Gellius, som i sin tur hade hämtat den från Apion: scenen ersattes av en konventionell story, Tiberius mildhet. Finalscenen där Argelia gläds åt det lyckliga slutet hade också lagts till som en eftergift för tidens konventioner och för att underlätta för Donizetti som hade önskat att avsluta verket med en aria för primdadonnan.
L'esule di Roma var den opera som valdes av Donizettis födelsestad Bergamo för att hedra tonsättaren 1840: den regisserades av Donizettis barndomsvän Marco Bones och med en ensemble av första klassens sångare såsom Eugenia Tadolini, Domenico Donzelli och Ignazio Marini. Operan sattes upp i Madrid, Wien och London, och stannade kvar på repertoaren i Italien och utomlands ända fram till 1869, då den framfördes sista gången under 1800-talet.
1900-talet och därefter
Under 1900-talet sattes L'esule di Roma upp först gången den 18 juli 1982 på Queen Elizabeth Hall i London, i ett konsertant framförande med Katia Ricciarelli, Bruce Brewer och John-Paul Bogart, på initiativ av Donizetti-sällskapet. Den första uppsättningen i Italien skedde på Teatro Gabriel Chiabrera i Savona i oktober 1986 och spelades även in live.

## Personer
| Roller                                                                             | Röstläge    | Premiärbesättning 1 januari 1828 (Dirigent: - ) |
| ---------------------------------------------------------------------------------- | ----------- | ----------------------------------------------- |
| Murena, en senator                                                                 | bas         | Luigi Lablache                                  |
| Argelia, hans dotter                                                               | sopran      | Adelaide Tosi                                   |
| Emilia, Argelias yngre sister                                                      | stum roll   |                                                 |
| Settimio, en tribun                                                                | tenor       | Berardo Winter                                  |
| Leontina, Argelias väninna                                                         | mezzosopran | Edvige Ricci                                    |
| Publio, en general                                                                 | baryton     | Giovanni Campagnoli                             |
| Lucio                                                                              | tenor       | Gaetano Chizzola                                |
| Fulvio                                                                             | tenor       | Capranica                                       |
| Murenas släktingar, vänner till Publio, Argelias slavar, soldater, präster, fångar |             |                                                 |

## Handling
Settimo har tvingats gå i exil från Rom på falska grunder som manipulerats fram av Murena. Settimo älskar Argelia, Murenas dotter, och betvingar döden genom att återvända till Rom i hemlighet för att vara med henne. Murenas samvete vacklar när Settimo tillbakavisar anklagelserna. Settimo döms till döden genom att kastas till lejonen. Mureno hemsöks av synen av Settimos dödskamp. Ryktet sprids att ett av lejonen kände igen Settimo som den som en gång skonade hans liv. Settimo hittas levande och Murena benådas. Settimo och Argelia förenas.